# Eva Paulusová-Benešová
Eva Paulusová-Benešová (gebürtig Benešová; * 19. Februar 1937 in Jilemnice; † 18. Oktober 2017) war eine tschechoslowakische Skilangläuferin.
Paulusová-Benešová, die für den Slovan Jilemnice startete, trat international erstmals bei den Olympischen Winterspielen 1956 in Cortina d’Ampezzo in Erscheinung. Dort belegte sie den 28. Platz über 10 km und zusammen mit Libuše Patočková und Eva Lauermanová den sechsten Rang in der Staffel. Bei den Nordischen Skiweltmeisterschaften 1958 in Lahti lief sie auf den 25. Platz über 10 km sowie zusammen mit Libuše Patočková und Anna Fialová auf den fünften Rang in der Staffel und bei den Nordischen Skiweltmeisterschaften 1962 in Zakopane auf den 20. Platz über 5 km, auf den 18. Rang über 10 km sowie auf den sechsten Rang mit der Staffel. Zudem gewann sie bei der Winter-Universiade 1960 in Chamonix die Silbermedaille im 8-km-Lauf. Bei den Olympischen Winterspielen 1964 in Innsbruck erreichte sie den 22. Platz über 5 km, den 21. Rang über 10 km und zusammen mit Jarmila Škodová und Eva Břízová den sechsten Platz in der Staffel. Letztmals international startete sie bei den Nordischen Skiweltmeisterschaften 1966 in Oslo, wobei sie den 19. Platz über 5 km und den 14. Platz über 10 km errang. Bei tschechoslowakischen Meisterschaften siegte sie viermal über 10 km (1962, 1964–1966) und dreimal über 5 km (1958, 1964, 1965). Zudem gewann sie im Jahr 1964 den 10-km-Lauf beim Czech-Marusarzówna-Memorial.